# Lobke Berkhout
Lobke Berkhout (* 11. November 1980 in Amsterdam) ist eine niederländische Seglerin.

## Erfolge
Lobke Berkhout nahm an den Olympischen Spielen 2008 in Peking und 2012 in London in der 470er Jolle teil. 2008 belegte sie gemeinsam mit Marcelien de Koning den zweiten Rang hinter Elise Rechichi und Tessa Parkinson und vor dem brasilianischen Boot, womit sie die Silbermedaille gewann. Vier Jahre darauf ging sie mit Lisa Westerhof an den Start der olympischen Regatta und beendete diese auf dem dritten Platz hinter den Neuseeländerinnen und den Britinnen. Bei Weltmeisterschaften gelang Berkhout zwischen 2005 und 2010 fünfmal der Titelgewinn: von 2005 bis 2007 mit de Koning sowie 2009 und 2010 mit Westerhof. 2012 sicherte sie sich mit Westerhof zudem die Bronzemedaille. In der Bootsklasse Elliott 6m folgten 2016 der Gewinn von Bronze und 2017 der Gewinn der Silbermedaille.
2005 wurden Berkhout und de Koning als niederländische Mannschaft des Jahres ausgezeichnet. Für ihre Erfolge erhielt Berkhout 2007 das Ritterkreuz des Ordens von Oranien-Nassau.